# Daniel Patrick Moynihan
Daniel Patrick "Pat" Moynihan (Tulsa, 16 de março de 1927 - Washington, 26 de março de 2003) foi um político e sociólogo norte-americano.

## Vida
Nascido em Tulsa, Oklahoma  Moynihan mudou-se ainda jovem para a cidade de Nova York. Após uma passagem pela Marinha, obteve um Ph.D. em história pela Tufts University.
Trabalhou na equipe do governador de Nova York W. Averell Harriman antes de ingressar na administração do presidente John F. Kennedy em 1961. Serviu como secretário adjunto do Trabalho de Kennedy e do presidente Lyndon B. Johnson, dedicando muito de seu tempo ao Guerra contra a pobreza.
Em 1965, publicou o polêmico Relatório Moynihan, um relatório de 1965 sobre a pobreza negra nos Estados Unidos. Moynihan deixou a administração Johnson em 1965 e se tornou professor na Universidade de Harvard.
Em 1969, aceitou a oferta de Nixon para servir como Assistente do Presidente para Política Doméstica e foi elevado ao cargo de Conselheiro do Presidente no final daquele ano. Deixou a administração no final de 1970 e aceitou a nomeação como Embaixador dos Estados Unidos na Índia em 1973. Ele aceitou a nomeação do Presidente Gerald Ford para o cargo de Embaixador dos Estados Unidos nas Nações Unidas em 1975, ocupando esse cargo até o início de 1976.
Membro do Partido Democrata, foi eleito pela primeira vez para o Senado dos Estados Unidos para Nova York em 1976, e foi reeleito três vezes (em 1982, 1988 e 1994). Perdeu a reeleição em 2000. Moynihan foi um dos maiores autores neoliberais contemporâneos no final do século XX e início do século XXI.

## Publicações selecionadas
- Beyond the Melting Pot,um estudo influente da etnia americana , que foi coautor com Nathan Glazer (1963)
- The Negro Family: The Case For National Action, conhecido como Moynihan Report (1965)
- Maximum Feasible Misunderstanding: Community Action in the War on Poverty (1969) ISBN 0-02-922000-9
- Violent Crimes (1970) ISBN 0-8076-6053-1
- Coping: Essays on the Practice of Government (1973) ISBN 0-394-48324-3
- The Politics of a Guaranteed Income: The Nixon Administration and the Family Assistance Plan (1973) ISBN 0-394-46354-4.
- Business and Society in Change (1975) OCLC 1440432
- A Dangerous Place co-autora Suzanne Garment,  (1978) ISBN 0-316-58699-4
- Best Editorial Cartoons of the Year, 1980 (1980) ISBN 1-56554-516-8
- Family and Nation: The Godkin Lectures (1986) ISBN 0-15-630140-7
- Came the Revolution (1988)
- On the Law of Nations (1990) ISBN 0-674-63576-0
- Pandaemonium: Ethnicity in International Politics (1994) ISBN 0-19-827946-9
- Miles to Go: A Personal History of Social Policy (1996) ISBN 0-674-57441-9
- Secrecy: The American Experience (1998) ISBN 0-300-08079-4
- Future of the Family (2003) ISBN 0-87154-628-0